# 阿佐太子
阿佐太子（あさたいし、アジャテジャ、6世紀末 - 7世紀前半頃）は、百済の王族出身の画家。推古天皇五年（597年）、威徳王の命で来日。推古天皇五年（597年）に朝貢した百済王の子といわれるが、百済の史料にはない。

## 生涯
『日本書紀』によれば、推古天皇5年（597年）4月に日本に渡って聖徳太子の肖像画を描いたと伝えられる。奈良の法隆寺に伝来し、明治以降は御物となっている『聖徳太子二王子像』と呼ばれる絵は、日本で一番古い肖像画とされている。その形式は中央に太子が立ち、その左右に2人の王子（伝えられるところによれば、右側が山背大兄王、左側が殖栗王）を小さく配置した構成であり、この配置は、仏教の三尊仏形式の影響を受けたとも考えられる。しかし、『聖徳太子二王子像』を阿佐太子筆とするのは、鎌倉時代の法隆寺僧が、慶政上人の説とした記事によるもので信憑性に乏しい。また、閻立本の作とされる初唐の『歴代帝王図巻』にみられる貴人像に似ていることから、閻立本の貴人像を模したものとする説もある。